# Theater Paderborn – Westfälische Kammerspiele

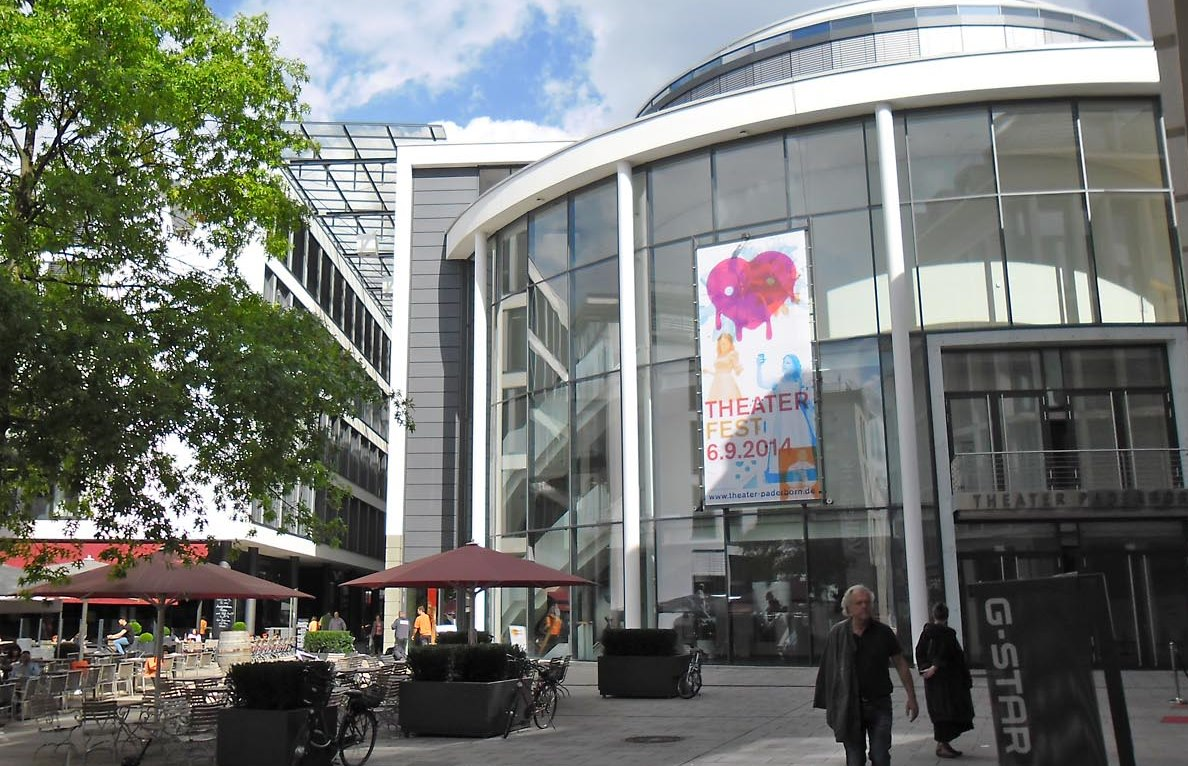
Das neue Paderborner Theater

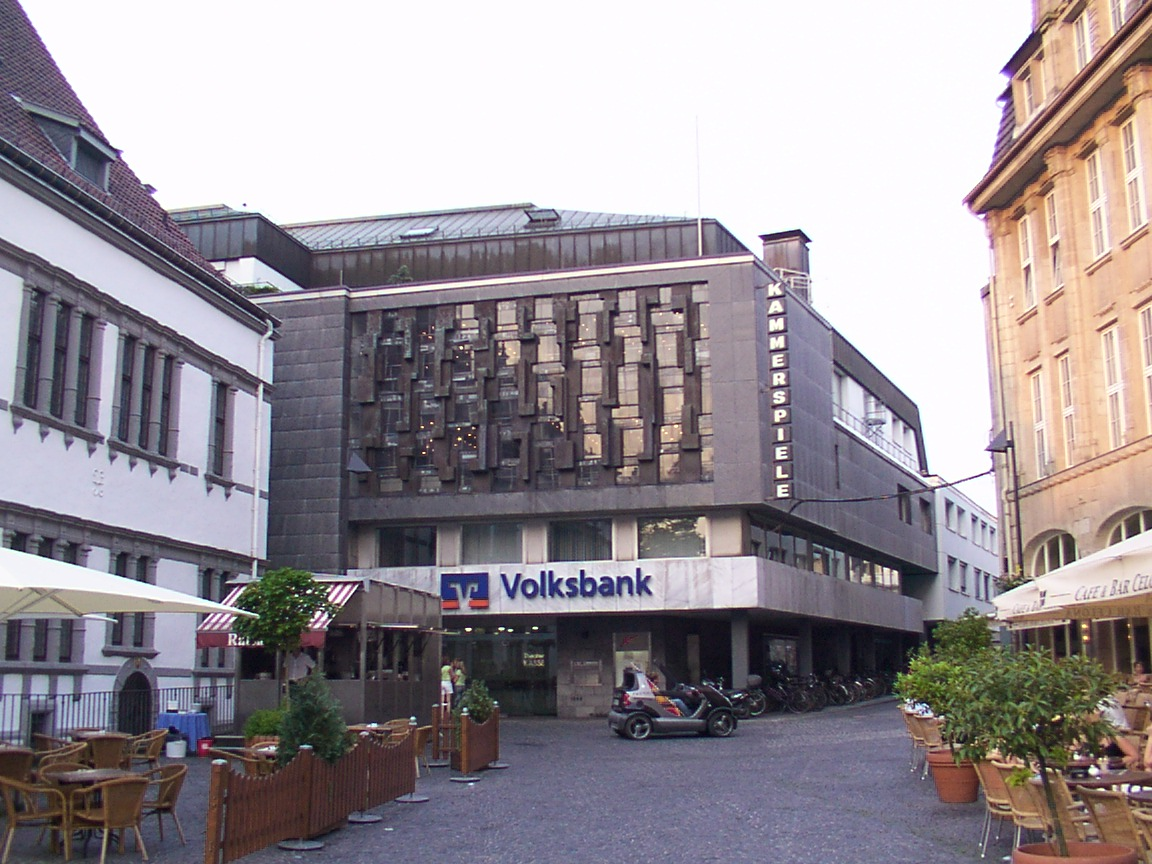
Das ehemalige Theater am Rathaus im Gebäude der Volksbank (2010 abgebrochen)

Das Theater Paderborn – Westfälische Kammerspiele ist das Theater der Stadt und des Kreises Paderborn. 1957 wurde es zunächst von Elert Bode als Privattheater in der Aula des Gymnasiums Theodorianum gegründet und zog 1968 in das Volksbankgebäude am Rathausplatz.
Von 1994 bis 2013 wurde das Haus von Merula Steinhardt-Unseld geführt. In ihre 19 Jahre währende Intendanz fielen eine Vielzahl an Neuerungen, nicht zuletzt der Neubau des Theaters am heutigen „Neuen Platz“.
Seit der Spielzeit 2013/14 ist Katharina Kreuzhage geschäftsführende Intendantin des Theater Paderborn – Westfälische Kammerspiele GmbH. Das Theater Paderborn hat etwa 65.000 Besucher pro Spielzeit. Das eigene Ensemble besteht derzeit aus 7 festen Schauspielerinnen und Schauspielern plus Gästen.

## Programm
Das Theater Paderborn führt im Hauptprogramm in der Regel 15 Neuproduktionen pro Spielzeit auf – sieben davon auf der Hauptbühne, fünf auf der Studiobühne, zwei Stücke im Theatertreff und ein Freilichtstück, das ab der Spielzeit 2014/15 vor der Stadtbibliothek Paderborn aufgeführt wird. Der Spielplan beinhaltet Klassiker, moderne Klassiker und Gegenwartsstücke.
Seit Januar 2021 hat das Theater Paderborn eine eigene Sparte für Kinder- und Jugendtheater mit eigenem Spielplan und eigenem 3-köpfigem Ensemble. Das „jott“ wurde durch das Förderprogramm „Neue Wege“" des Landes NRW ermöglicht.

## Geschichte
Das Theater Paderborn – Westfälische Kammerspiele wurde 1957 vom jungen Schauspieler Elert Bode gegründet. Während die Eröffnungspremiere in der Aula des Gymnasiums Theodorianum stattfand, wurden die Inszenierungen ab 1959 im ehemaligen Café Vaterland und in der Tradition der Wanderbühnen auch in der ganzen Region gezeigt. 1968 konnte das Theater dank der Unterstützung der Paderborner in eine Spielstätte im Neubau der Volksbank umsiedeln. Elert Bode erhielt den Kulturpreis der Stadt Paderborn und blieb Intendant bis 1970. Ihm folgte Siegfried Bühr, der sich verstärkt modernen Autoren zuwandte. Nachdem ein Konflikt zwischen Intendanz und Ensemble dazu führte, dass 1978 beide Parteien die Kammerspiele verließen, übernahm Stefan Horn bis 1981 die Intendanz, gefolgt von Friedrich Bremer (1981–1994). In diese Zeit fiel die Eröffnung der Studiobühne in der Klingelgasse und die Ausrichtung des 3. NRW-Theatertreffens 1984. Dr. Merula Steinhardt-Unseld leitete das Theater 1994–2013. Sie etablierte theaterpädagogische Angebote und eine Freilichtproduktion im Spielplan. Die Auslagerung der Betriebsstätten auf mittlerweile vier verschiedene Orte erschwerte die ohnehin komplexen Arbeitsprozesse des Theaters zusätzlich. 2001 fiel dann der Startschuss: Die Planung des neuen Theatergebäudes, das alle Spiel-, Werkstätten und Büros unter einem Dach vereint, wurde beschlossen. Die Volksbank gab ein Angebot für ein Gebäude auf dem Kötterhagen ab und der Stadtrat war mit konkreten Vertragsverhandlungen einverstanden. Da die Freie Bürger-Initiative Beschwerde über das städtisch finanzierte Bauvorhaben auf dem Gelände der Volksbank bei der Europäischen Kommission einreichte, folgten zähe Verhandlungen bezüglich des Bauvorhabens. Mit Beginn der Spielzeit 2011/12 wurde der Neubau schließlich mit Kleists Käthchen von Heilbronn eröffnet. Das weiße Zimmer, die internationale Co-Produktion mit dem Huajuyuan-Theater wurde 2011 mit dem „Goldenen Löwen“, der höchsten Auszeichnung für Theater in China ausgezeichnet, und sowohl in Paderborn als auch in Qingdao (China) gezeigt. 2012 richtete Paderborn das 28. Kinder- und Jugendtheatertreffen NRW aus.
Seit der Spielzeit 2013/14 ist Katharina Kreuzhage geschäftsführende Intendantin des Theater Paderborn – Westfälische Kammerspiele GmbH. Mit Beginn ihrer Intendanz führte sie das Repertoiresystem ein und eröffnete die erste Spielzeit mit Arthur Millers Hexenjagd sowie mit Shakespeares Othello. Katharina Kreuzhage setzt einen Schwerpunkt auf moderne, zeitgenössische Dramatik am Theater Paderborn und trägt durch eigene Regiearbeiten selbst dazu bei. Unter ihren Regiearbeiten befinden sich auch regelmäßig Uraufführungen: Neben Zwang des Materials, einer Stückentwicklung über den IS auf der Grundlage des Buches von Anne Speckhardt und Ahmet S. Yayla, auch Das brandneue Testament, das auf dem gleichnamigen Kinofilm basiert, sowie die Adaption von J.G. Ballards Kurzgeschichte Bericht über eine unbekannte Raumstation, bei der sich das Publikum durch das Theater bewegt und so immer tiefer in die Raumstation eindringt. Im Jahr 2015 war zum ersten Mal das Kinder- und Jugendtheaterfestival „Spielarten“ zu Gast am Theater Paderborn. 2018 zeichnete die Neue Westfälische, das Haller Kreisblatt und die Lippische Landes-Zeitung neben anderen Künstlern Katharina Kreuzhage für ihre herausragenden kulturellen Leistungen als „Stern des Jahres“ aus. Im Rahmen des Programms „Neue Wege“ als Teil der Stärkungsinitiative Kultur der Landesregierung NRW erhält das Theater Paderborn seit der Spielzeit 2020/21 eine finanzielle Förderung, um das Kinder- und Jugendangebot auszuweiten: Die neue Sparte „jott“ – Junges Theater Paderborn steht unter der künstlerischen Leitung von Paulina Neukampf und umfasst ein Ensemble von drei Schauspielern. Um das junge Publikum in der ganzen Region Paderborn zu erreichen, werden die Inszenierungen nicht nur am Theater selbst, sondern auch mobil in Schulen, Kitas und anderen pädagogischen Institutionen gezeigt.

## Ensemblemitglieder
In der Spielzeit (2021/2022) gehören zum Ensemble Kirsten Potthoff, Gesa Köhler, Claudia Sutter, David Lukowczyk, Tim Tölke, Carsten Faseler, Alexander Wilß, und verschiedene Gastschauspieler.
Hinzu kommt seit Januar 2021 das dreiköpfige „jott“-Ensemble bestehend aus Johanna Graen, Veronika Wider und Kai Benno Vos.
Ehemalige Ensemblemitglieder des Theaters sind Willi Hagemeier, Ögün Derendeli, Robin Berenz, Lea Gerstenkorn, Josephine Mayer, Nancy Pönitz, Anne Bontemps, Natascha Heimes, Maria Thomas, Stephan Weigelin, Dennis Wiencke, Beate Leclercq, Max Rohland, Achim Amme, Frerk Brockmeyer, Ulrike Fischer, Johannes Hoffmann, Rainer Hustedt, Carolin Karnuth, Rafael Meltzer, Johannes Mölders,  Karsten Morschett, Christian Onciu, Thomas Pasieka, Christiane Paulick, Anna Schönberg, Markus Schultz und Thomas Wiesenberg.